# Torre del Roser (Sant Feliu de Llobregat)
La Torre del Roser és una obra historicista de Sant Feliu de Llobregat (Baix Llobregat) protegida com a Bé Cultural d'Interès Local.

## Descripció
Casa de planta més quadrada que rectangular, formada per planta baixa i dos pisos. El primer presenta balconada i el segon galeria. Les finestres de la façana principal són polilobulades, d'estil neo-àrab. Les de la façana lateral són rectangulars. Hi ha dues torres; una, de base quadrada, incorporada a un lateral de l'edifici, i una altra per sobre el terrat de balustres, també de base quadrada. Les portes i finestres han estat tapiades.